# Occidryas thornei
Occidryas thornei är en fjärilsart som beskrevs av Gunder 1934. Occidryas thornei ingår i släktet Occidryas och familjen praktfjärilar. Inga underarter finns listade i Catalogue of Life.